# Franco Cervi
Franco Emanuel Cervi (San Lorenzo, 26 mei 1994) is een Argentijns voetballer die doorgaans als vleugelspeler speelt. Hij verruilde Rosario Central in juli 2016 voor Benfica. Cervi debuteerde in 2019 in het Argentijns voetbalelftal.

## Clubcarrière
Cervi is afkomstig uit de jeugdacademie van Rosario Central. Hij debuteerde op 9 november 2014 in de Argentijnse Primera División, tegen Estudiantes. Hij maakte op 14 februari 2015 zijn eerste competitietreffer, tegen Racing Club. Cervi tekende op 15 september 2015 een zesjarig contract bij Benfica. Hij maakte die overstap daadwerkelijk in juli 2016. In zijn contract werd een transferclausule van 60 miljoen euro opgenomen.

## Clubstatistieken
| Seizoen     | Club            | Competitie       | Competitie | Competitie | Competitie | Beker | Beker | Beker | Internationaal | Internationaal | Internationaal | Totaal | Totaal | Totaal |
| Seizoen     | Club            | Competitie       | Wed.       | Dlp.       | Ass.       | Wed.  | Dlp.  | Ass.  | Wed.           | Dlp.           | Ass.           | Wed.   | Dlp.   | Ass.   |
| ----------- | --------------- | ---------------- | ---------- | ---------- | ---------- | ----- | ----- | ----- | -------------- | -------------- | -------------- | ------ | ------ | ------ |
| 2015        | Rosario Central | Primera División | 30         | 5          | 6          | 0     | 0     | 0     | —              | —              | —              | 30     | 5      | 6      |
| 2016        | Rosario Central | Primera División | 12         | 0          | 1          | 0     | 0     | 0     | 10             | 2              | 4              | 22     | 2      | 5      |
| Club Totaal | Club Totaal     | Club Totaal      | 42         | 5          | 7          | 0     | 0     | 0     | 10             | 2              | 4              | 52     | 7      | 11     |
| 2016/17     | Benfica         | Primeira Liga    | 26         | 2          | 4          | 8     | 3     | 2     | 7              | 2              | 0              | 41     | 7      | 6      |
| 2017/18     | Benfica         | Primeira Liga    | 31         | 3          | 9          | 3     | 1     | 1     | 3              | 0              | 0              | 37     | 4      | 10     |
| 2018/19     | Benfica         | Primeira Liga    | 20         | 4          | 2          | 4     | 0     | 0     | 14             | 1              | 3              | 38     | 5      | 5      |
| 2019/20     | Benfica         | Primeira Liga    | 23         | 2          | 1          | 6     | 1     | 1     | 6              | 1              | 2              | 35     | 4      | 4      |
| 2020/21     | Benfica         | Primeira Liga    | 14         | 0          | 0          | 5     | 1     | 1     | 2              | 0              | 0              | 21     | 1      | 1      |
| Club Totaal | Club Totaal     | Club Totaal      | 114        | 11         | 16         | 26    | 6     | 5     | 32             | 4              | 5              | 172    | 21     | 26     |
| 2021/22     | Celta de Vigo   | La Liga          | 26         | 3          | 4          | 3     | 2     | 1     | —              | —              | —              | 29     | 5      | 5      |
| Club Totaal | Club Totaal     | Club Totaal      | 26         | 3          | 4          | 3     | 2     | 1     | 0              | 0              | 0              | 29     | 5      | 5      |
| TOTAAL      | TOTAAL          | TOTAAL           | 182        | 19         | 27         | 29    | 8     | 6     | 42             | 6              | 9              | 253    | 33     | 42     |

Bijgewerkt t/m 16 maart 2022.

## Interlandcarrière
Cervi debuteerde op 8 september 2018 in het Argentijns voetbalelftal, in een met 0–3 gewonnen oefeninterland tegen Guatemala. Zijn eerste interlanddoelpunt volgde op 11 oktober 2018. Hij schoot toen de 4–0 binnen in een met diezelfde cijfers gewonnen oefeninterland tegen Irak.

## Erelijst
| Kampioen Primeira Liga        | 2x | 2016/17, 2018/19 |
| Beker van Portugal            | 1x | 2016/17          |
| Supertaça Cândido de Oliveira | 2x | 2016, 2017       |